# National Premier Leagues
 (décembre 2022).
Si vous disposez d'ouvrages ou d'articles de référence ou si vous connaissez des sites web de qualité traitant du thème abordé ici, merci de compléter l'article en donnant les références utiles à sa vérifiabilité et en les liant à la section « Notes et références ».
La National Premier Leagues (NPL) est une compétition nationale de football en Australie qui correspond au deuxième niveau du sport dans le pays en dessous de la A-League. 
La NPL se compose des meilleurs clubs dans chaque fédération d'État en Australie. Au total, la NPL est disputée par des clubs de huit divisions; ACT, NSW, Queensland, Australie-Méridionale, Tasmanie, Victoria et Australie-Occidentale. La NPL est supervisée par Football Australia, en partenariat avec les fédérations membres participantes basées dans les États.